# Josephoartigasia
Josephoartigasia monesi è una specie estinta di roditore caviomorpho sudamericano, nonché il più grande roditore conosciuto, che visse nel Pliocene-Pleistocene inferiore, circa 4-2 milioni di anni fa. J. monesi è una delle due specie del genere Josephoartigasia, l'altra è J. magna. L'animale è talvolta chiamato anche pacarana gigante, dal nome del suo parente vivente più prossimo, il pacarana (Dinomys branickii) della famiglia Dinomyidae. Si stima che questo animale potesse raggiungere un peso di una tonnellata, un peso record tra tutti i roditori viventi o estinti.

## Descrizione

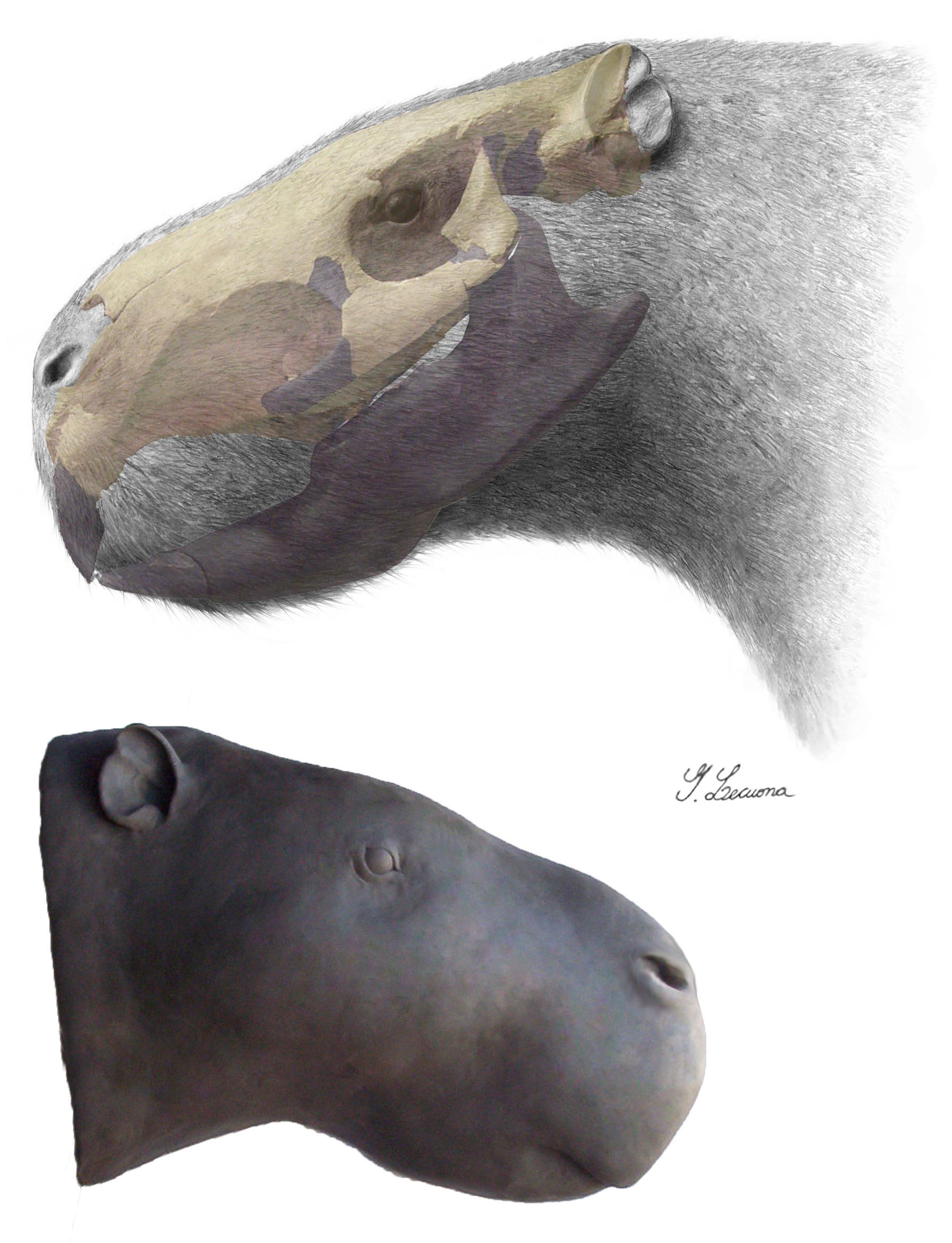
Ricostruzione della testa di J. monesi

Il cranio dell'olotipo è lungo circa 53 centimetri (21 pollici), e l'unico incisivo preservatosi è lungo più di 30 centimetri (12 pollici). Si stima che la lunghezza totale del corpo fosse di 3 metri (9,8 piedi), con un'altezza di 1,5 metri (4 piedi 11 pollici).

### Massa corporea
Con la sua imponente massa J. monesi ha sostituito Phoberomys insolita e Phoberomys pattersoni, due specie imparentate ed un po' più antiche che vivevano in Venezuela durante il tardo Miocene, come il più grande roditore mai vissuto. Tuttavia, i confronti delle sue dimensioni sono difficili da calcolare poiché le precedenti stime di 400 e 700 kg (880 e 1 540 libbre) per P. pattersoni erano basate su elementi degli arti anteriori e posteriori, che non sono presenti nell'esemplare di J. monesi.
Confrontando il cranio con varie specie esistenti di roditori, gli autori dell'articolo originale hanno stimato una massa compresa tra 468 e 2 586 kg (1 032 e 5 701 libbre), con una stima media di 1 211 kg (2 670 libbre). Una ricerca successiva ha rivisitato questi calcoli e ha fornito una stima più conservativa, con un peso compreso tra 350 e 1 534 kg (772 e 3 382 libbre), con un peso medio di 900 kg (2 000 libbre).

## Scoperta ed etimologia
J. monesi è noto da un cranio quasi completo, ritrovato nella Formazione San José sulla costa del Río de la Plata, in Uruguay. Scoperto nel 1987, l'esemplare venne descritto scientificamente solo nel 2008. Oggi questo cranio è conservato nel Museo nazionale di storia e antropologia dell'Uruguay. Josephoartigasia monesi prende il nome dall'eroe nazionale uruguaiano José Gervasio Artigas e dal paleontologo Álvaro Mones, per il suo studio sul roditore nel 1966.

## Paleobiologia
I temibili denti anteriori e le grandi dimensioni di questo roditore potrebbero essere stati usati per i combattimenti intraspecifici tra maschi per il diritto di riprodursi con le femmine, e potrebbero aver anche contribuito a difendersi dai predatori, tra cui sparassodonti, felini dai denti a sciabola e uccelli del terrore.
J. monesi viveva in un ambiente estuarino o in un sistema di delta fluviali ricoperti di ricche foreste, nutrendosi di morbida vegetazione acquatica. È inoltre probabile che questo animale si nutrisse di piante e frutti acquatici, poiché i suoi molari erano molto piccoli e non adatti a brucare l'erba o altra vegetazione abrasiva simile. I mammiferi più grandi hanno anche il vantaggio di poter accedere a risorse alimentari di bassa qualità, come il legno, che le specie più piccole non sono in grado di digerire.
L'analisi agli elementi finiti è stata utilizzata per stimare la massima forza del morso di J. monesi. Questo studio ha concluso che il morso di J. monesi poteva generare fino a 4165 N di forza, tre volte più potente di quanto previsto per le tigri moderne. Lo studio ha anche ipotizzato che J. monesi si comportasse in modo simile agli elefanti, utilizzando i suoi enormi incisivi come zanne per scavare in cerca di cibo e/o per difendersi da predatori e membri della propria specie.